# Turisme i Vietnam
Vietnam er i stigende grad blevet et turistmål, og havde i 2012 6.84 millioner besøgende turister. De besøgende er ofte tyskere, franskmænd, amerikanere, australiere og folk fra New Zealand, men der er også et stigende antal israelere, koreanere og japanere. 
I 2007 havde Apollo Rejser og Ving/Spies den første charterflyvning nogensinde fra Skandinavien til Vietnam. Det skete da Novair flyet (Apollos flyselskab) lettede fra Luleå lufthavn i det nordlige Sverige og fløj non-stop til Ho Chi Minh City med 356 passagere om bord. En historisk dag for skandinavisk charterindustri og for vietnamesisk turisme. Efter jomfrurejsen flyver dette fly dog fra Stockholm.
I hovedstaden Hanoi er der flere museer og attraktioner, i resten af det nordlige Vietnam er der først og fremmest den smukke natur i Ha Long-bugten (et af Vietnams fem verdens kulturarvs steder). Det højeste bjerg i Vietnam hedder Fan Si Pan. Phong Nha-Ke Bang, en nationalpark, ligger 500 km syd for Hanoi. Parken har over 300 huler og grotter med samlet længde på 126 kilometer, mange huler har underjordiske floder. I april 2009, opdagede britiske opdagelsesrejsende en ny hule her. De erklærede, at det var "den største grotte i verden". 
I det centrale Vietnam, er den gamle kejserby Hué. Fra Hoi An, kan man besøge Mỹ Sơn, der har været Vietnams bedst bevarede tempelkompleks. Yderligere mod syd, er byen Nha Trang som er berømt for sine fine strande.